# Promozione Lombardia 1984-1985
Nella stagione 1984-1985 la Promozione era sesto livello del calcio italiano (il massimo livello regionale). Qui vi sono le statistiche relative al campionato in Lombardia e nella provincia di Piacenza, gestiti dal Comitato Regionale Lombardo.
Il campionato è strutturato in vari gironi all'italiana su base regionale, gestiti dai Comitati Regionali di competenza. Promozioni alla categoria superiore e retrocessioni in quella inferiore non erano sempre omogenee; erano quantificate all'inizio del campionato dal Comitato Regionale secondo le direttive stabilite dalla Lega Nazionale Dilettanti, ma flessibili, in relazione al numero delle società retrocesse dal Campionato Interregionale e perciò, a seconda delle varie situazioni regionali, la fine del campionato poteva avere degli spareggi sia di promozione che di retrocessione.
Questo è il campionato regionale della regione Lombardia, ma fino alla stagione 1994-1995 la provincia di Piacenza è stata di competenza del Comitato Regionale Lombardo così come la provincia di Mantova è stata gestita dal Comitato Regionale Emilia-Romagna.

## Girone A

### Squadre partecipanti
| Club                  | Città                   |
| --------------------- | ----------------------- |
| Pol. Bizzarone        | Bizzarone (CO)          |
| A.C. Bovisio Masciago | Bovisio Masciago (MI)   |
| U.S. Caronnese        | Caronno Pertusella (VA) |
| Erbese Calcio         | Erba CO)                |
| U.S. Folgore Verano   | Verano Brianza (MI)     |
| A.S. Giussano Calcio  | Giussano (MI)           |
| U.S. Lomazzo          | Lomazzo (CO)            |
| U.S. Mozzatese        | Mozzate (CO)            |
| A.C. Real Bariana     | Bariana di Lainate (MI) |
| S.C. Rovellasca 1910  | Rovellasca (CO)         |
| F.C. Saronno          | Saronno (VA)            |
| A.C. Tavernerio       | Tavernerio (CO)         |
| S.P. Ternatese        | Ternate (VA)            |
| A.C. Tradate          | Tradate (VA)            |
| F.C. Verbano Calcio   | Cocquio Trevisago (VA)  |
| A.S. Vergiatese       | Vergiate (VA)           |

### Classifica finale
|  | Pos. | Squadra          | Pt | G  | V  | N  | P  | GF | GS | DR  |
|  | ---- | ---------------- | -- | -- | -- | -- | -- | -- | -- | --- |
|  | 1.   | Bizzarone        | 42 | 30 | 15 | 12 | 3  | 38 | 18 | +20 |
|  | 2.   | Verbano          | 41 | 30 | 14 | 13 | 3  | 40 | 26 | +14 |
|  | 3.   | Rovellasca 1910  | 37 | 30 | 11 | 15 | 4  | 37 | 21 | +16 |
|  | 3.   | Caronnese        | 37 | 30 | 14 | 9  | 7  | 33 | 25 | +8  |
|  | 5.   | Real Bariana     | 34 | 30 | 10 | 14 | 6  | 35 | 25 | +10 |
|  | 6.   | Erbese           | 32 | 30 | 11 | 10 | 9  | 33 | 34 | -1  |
|  | 7.   | Bovisio Masciago | 31 | 30 | 10 | 11 | 9  | 40 | 37 | +3  |
|  | 8.   | Lomazzo          | 30 | 30 | 10 | 10 | 10 | 29 | 29 | 0   |
|  | 9.   | Saronno          | 29 | 30 | 11 | 7  | 12 | 40 | 34 | +6  |
|  | 9.   | Ternatese        | 29 | 30 | 7  | 15 | 8  | 21 | 21 | 0   |
|  | 11.  | Tradate          | 26 | 30 | 8  | 10 | 12 | 37 | 36 | +1  |
|  | 11.  | Tavernerio       | 26 | 30 | 8  | 10 | 12 | 32 | 43 | -11 |
|  | 13.  | Mozzatese        | 25 | 30 | 5  | 15 | 10 | 25 | 32 | -7  |
|  | 14.  | Giussano         | 25 | 30 | 6  | 13 | 11 | 26 | 35 | -9  |
|  | 15.  | Folgore Verano   | 22 | 30 | 6  | 10 | 14 | 32 | 44 | -12 |
|  | 16.  | Vergiatese       | 14 | 30 | 5  | 4  | 21 | 16 | 54 | -38 |

Legenda:
      Ammesso agli spareggi promozione.
      Retrocesso in Prima Categoria 1985-1986.
Regolamento:
Due punti a vittoria, uno a pareggio, zero a sconfitta.
Pari merito per le squadre a pari punti non in zona promozione e retrocessione.
Note:
Utilizzati gli scontri diretti per definire la retrocedente fra Mozzatese e Giussano.

## Girone B

### Squadre partecipanti
| Club                  | Città                      |
| --------------------- | -------------------------- |
| Pol. Albinese         | Albino (BG)                |
| A.C. Brugherio        | Brugherio (MI)             |
| Pol. Carugatese       | Carugate (MI)              |
| A.C. Cernusco         | Cernusco sul Naviglio (MI) |
| G.S. Concorezzese     | Concorezzo (MI)            |
| U.S. Filago           | Filago (BG)                |
| U.S. Morbegnese       | Morbegno (SO)              |
| A.C. Muggiò           | Muggiò (MI)                |
| Calc. Romanese        | Romano di Lombardia (BG)   |
| U.S. Suisio           | Suisio (BG)                |
| C.S. Trevigliese      | Treviglio (BG)             |
| S.S. Tritium 1908     | Trezzo sull'Adda (MI)      |
| U.S. Vapriese         | Vaprio d'Adda (MI)         |
| A.C. Verdello         | Verdello (BG)              |
| A.C. Virtus Gazzaniga | Gazzaniga (BG)             |
| U.S.C. Voluntas Osio  | Osio Sotto (BG)            |

### Classifica finale
|  | Pos. | Squadra          | Pt | G  | V  | N  | P  | GF | GS | DR  |
|  | ---- | ---------------- | -- | -- | -- | -- | -- | -- | -- | --- |
|  | 1.   | Romanese         | 42 | 30 | 16 | 10 | 4  | 28 | 13 | +15 |
|  | 2.   | Verdello         | 41 | 30 | 15 | 11 | 4  | 43 | 22 | +21 |
|  | 3.   | Cernusco         | 38 | 30 | 14 | 10 | 6  | 43 | 20 | +23 |
|  | 4.   | Trevigliese      | 35 | 30 | 13 | 9  | 8  | 31 | 20 | +11 |
|  | 4.   | Brugherio        | 35 | 30 | 12 | 11 | 7  | 34 | 25 | +9  |
|  | 4.   | Tritium 1908     | 35 | 30 | 12 | 11 | 7  | 28 | 22 | +6  |
|  | 7.   | Muggiò           | 30 | 30 | 8  | 14 | 8  | 29 | 28 | +1  |
|  | 8.   | Albinese         | 29 | 30 | 8  | 13 | 9  | 34 | 39 | -5  |
|  | 9.   | Voluntas Osio    | 28 | 30 | 8  | 12 | 10 | 27 | 29 | -2  |
|  | 10.  | Carugatese       | 27 | 30 | 7  | 13 | 10 | 26 | 30 | -4  |
|  | 11.  | Virtus Gazzaniga | 26 | 30 | 8  | 10 | 12 | 35 | 39 | -4  |
|  | 11.  | Morbegnese       | 26 | 30 | 10 | 6  | 14 | 28 | 37 | -9  |
|  | 13.  | Suisio           | 25 | 30 | 8  | 9  | 13 | 30 | 39 | -9  |
|  | 14.  | Concorezzese     | 23 | 30 | 5  | 13 | 12 | 20 | 38 | -18 |
|  | 15.  | Vapriese         | 21 | 30 | 5  | 11 | 14 | 25 | 42 | -17 |
|  | 16.  | Filago           | 19 | 30 | 5  | 9  | 16 | 22 | 40 | -18 |

Legenda:
      Ammesso agli spareggi promozione.
      Retrocesso in Prima Categoria 1985-1986.
Regolamento:
Due punti a vittoria, uno a pareggio, zero a sconfitta.

## Girone C

### Squadre partecipanti
| Club                    | Città                           |
| ----------------------- | ------------------------------- |
| F.C. Aurora Travagliato | Travagliato (BS)                |
| U.S. Breno              | Breno (BS)                      |
| U.S. Caorso             | Caorso (PC)                     |
| A.C. Castiglione        | Castiglione delle Stiviere (MN) |
| A.C. Chiari             | Chiari (BS)                     |
| A.C. Crema 1908         | Crema (CR)                      |
| U.S. Darfo Boario       | Darfo Boario Terme (BS)         |
| A.C. Desenzano          | Desenzano del Garda (BS)        |
| A.C. Lonato             | Lonato (BS)                     |
| A.C. Lumezzane          | Lumezzane (BS)                  |
| Pol. Montecremasco      | Monte Cremasco (CR)             |
| A.C. Montichiari        | Montichiari (BS)                |
| G.S. OMAS Pontevico     | Pontevico (BS)                  |
| A.P. San Rocco al Porto | San Rocco al Porto (MI)         |
| S.C. Soncino            | Soncino (CR)                    |
| U.S. Soresinese         | Soresina (CR)                   |

### Classifica finale
|  | Pos. | Squadra            | Pt | G  | V  | N  | P  | GF | GS | DR  |
|  | ---- | ------------------ | -- | -- | -- | -- | -- | -- | -- | --- |
|  | 1.   | Castiglione        | 48 | 30 | 22 | 4  | 4  | 56 | 14 | +42 |
|  | 2.   | Darfo Boario       | 46 | 30 | 19 | 8  | 3  | 45 | 16 | +29 |
|  | 3.   | Crema              | 38 | 30 | 14 | 10 | 6  | 43 | 23 | +20 |
|  | 4.   | Lumezzane          | 37 | 30 | 16 | 5  | 9  | 56 | 34 | +22 |
|  | 5.   | Chiari             | 36 | 30 | 14 | 8  | 8  | 51 | 38 | +13 |
|  | 6.   | Breno              | 34 | 30 | 12 | 10 | 8  | 41 | 30 | +11 |
|  | 7.   | Desenzano          | 32 | 30 | 13 | 6  | 11 | 40 | 34 | +6  |
|  | 8.   | Soncino            | 30 | 30 | 9  | 12 | 9  | 27 | 24 | +3  |
|  | 9.   | Aurora Travagliato | 27 | 30 | 10 | 7  | 13 | 27 | 29 | -2  |
|  | 9.   | OMAS Pontevico     | 27 | 30 | 9  | 9  | 12 | 36 | 32 | +4  |
|  | 11.  | Montichiari        | 26 | 30 | 9  | 8  | 13 | 35 | 46 | -11 |
|  | 11.  | Caorso             | 26 | 30 | 10 | 6  | 14 | 30 | 51 | -21 |
|  | 13.  | San Rocco al Porto | 25 | 30 | 8  | 9  | 13 | 32 | 51 | -19 |
|  | 14.  | Lonato             | 23 | 30 | 6  | 11 | 13 | 23 | 33 | -10 |
|  | 15.  | Montecremasco      | 17 | 30 | 4  | 9  | 17 | 23 | 52 | -29 |
|  | 16.  | Soresinese         | 8  | 30 | 1  | 6  | 23 | 17 | 75 | -58 |

Legenda:
      Ammesso agli spareggi promozione.
      Retrocesso in Prima Categoria 1985-1986.
Regolamento:
Due punti a vittoria, uno a pareggio, zero a sconfitta.
Pari merito per le squadre a pari punti non in zona promozione e retrocessione.

## Girone D

### Squadre partecipanti
| Club                | Città                      |
| ------------------- | -------------------------- |
| F.C. Casteggio 1898 | Casteggio (PV)             |
| A.C. Castellana     | Castel San Giovanni (PC)   |
| A.C. Casorate Primo | Casorate Primo (PV)        |
| A.C. Codogno        | Codogno (MI)               |
| F.C. Corbetta       | Corbetta (MI)              |
| U.S. Corsico        | Corsico (MI)               |
| A.C. Magenta        | Magenta (MI)               |
| Pol. Medese         | Mede (PV)                  |
| U.S. Mortara        | Mortara (PV)               |
| U.S. Mottese        | Motta Visconti (MI)        |
| U.S. Oltrepò        | Stradella (PV)             |
| A.C. Parabiago      | Parabiago (MI)             |
| Pol. Podenzano      | Podenzano (PC)             |
| A.S. Robbio         | Robbio (PV)                |
| A.C. Trezzano       | Trezzano sul Naviglio (MI) |
| U.S. Virtus Binasco | Binasco (MI)               |

### Classifica finale
|  | Pos. | Squadra        | Pt | G  | V  | N  | P  | GF | GS | DR  |
|  | ---- | -------------- | -- | -- | -- | -- | -- | -- | -- | --- |
|  | 1.   | Oltrepò        | 44 | 30 | 18 | 8  | 4  | 48 | 14 | +34 |
|  | 2.   | Robbio         | 40 | 30 | 13 | 14 | 3  | 34 | 22 | +12 |
|  | 3.   | Mottese        | 37 | 30 | 15 | 7  | 8  | 47 | 29 | +18 |
|  | 3.   | Magenta        | 37 | 30 | 12 | 13 | 5  | 36 | 22 | +14 |
|  | 5.   | Corsico        | 35 | 30 | 12 | 11 | 7  | 38 | 30 | +8  |
|  | 6.   | Virtus Binasco | 32 | 30 | 10 | 12 | 8  | 32 | 25 | +7  |
|  | 6.   | Medese         | 32 | 30 | 9  | 14 | 7  | 22 | 23 | -1  |
|  | 8.   | Parabiago      | 30 | 30 | 8  | 14 | 8  | 27 | 26 | +1  |
|  | 9.   | Codogno        | 29 | 30 | 9  | 11 | 10 | 32 | 25 | +7  |
|  | 10.  | Trezzano       | 27 | 30 | 10 | 7  | 13 | 27 | 37 | -10 |
|  | 11.  | Podenzano      | 26 | 30 | 8  | 10 | 12 | 28 | 36 | -8  |
|  | 11.  | Casteggio 1898 | 26 | 30 | 7  | 12 | 11 | 21 | 32 | -11 |
|  | 13.  | Corbetta       | 25 | 30 | 7  | 11 | 12 | 26 | 31 | -5  |
|  | 14.  | Castellana     | 25 | 30 | 7  | 11 | 12 | 26 | 33 | -7  |
|  | 15.  | Casorate Primo | 18 | 30 | 1  | 16 | 13 | 24 | 52 | -28 |
|  | 16.  | Mortara        | 17 | 30 | 4  | 9  | 17 | 21 | 52 | -31 |

Legenda:
      Ammesso agli spareggi promozione.
      Retrocesso in Prima Categoria 1985-1986.
Regolamento:
Due punti a vittoria, uno a pareggio, zero a sconfitta.
Pari merito per le squadre a pari punti non in zona promozione e retrocessione.
Note:
Utilizzati gli scontri diretti per definire la retrocedente fra Corbetta e Castellana.

## Spareggi promozione
I posti assegnati dalla Lega Nazionale Dilettanti alle squadre lombarde a fronte di 4 gironi di Promozione sono 3. Si rende perciò necessaria l'eliminazione di una vincente dei quattro gironi a mezzo spareggi in campo neutro.
|             | Risultati |             | Luogo e data                       |  |
| ----------- | --------- | ----------- | ---------------------------------- |  |
| Castiglione | 1 - 1     | Oltrepò     | Caravaggio, 26 maggio 1985         |  |
| Bizzarone   | 0 - 1     | Romanese    | Sesto San Giovanni, 26 maggio 1985 |  |
|             |           |             |                                    |  |
| Oltrepò     | 2 - 1     | Bizzarone   | Sesto San Giovanni, 2 giugno 1985  |  |
| Romanese    | 0 - 0     | Castiglione | Orzinuovi, 2 giugno 1985           |  |
|             |           |             |                                    |  |
| Oltrepò     | 0 - 2     | Romanese    | Sesto San Giovanni, 9 giugno 1985  |  |
| Castiglione | 2 - 0     | Bizzarone   | Caravaggio, 9 giugno 1985          |  |
|             |           |             |                                    |  |

### Classifica finale
|  | Pos. | Squadra     | Pt | G | V | N | P | GF | GS | DR |
|  | ---- | ----------- | -- | - | - | - | - | -- | -- | -- |
|  | 1.   | Romanese    | 5  | 3 | 2 | 1 | 0 | 3  | 0  | +3 |
|  | 2.   | Castiglione | 4  | 3 | 1 | 2 | 0 | 3  | 1  | +2 |
|  | 3.   | Oltrepò     | 3  | 3 | 1 | 1 | 1 | 3  | 4  | -1 |
|  | 4.   | Bizzarone   | 0  | 3 | 0 | 0 | 3 | 1  | 5  | -4 |

Legenda:
      Promosso in Interregionale 1985-1986.
Regolamento:
Due punti a vittoria, uno a pareggio, zero a sconfitta.